# Heinrich Oswald von Saß
Heinrich Oswald Baron von Saß, auch von Sass (* 15.jul. / 27. Mai 1856greg.  in Arensburg, Ösel, Gouvernement Livland, Russisches Kaiserreich; † 1.jul. / 14. Mai 1913greg. ebenda), war ein deutsch-baltischer Landschafts-, Marine-, Porträt- und Genremaler der Düsseldorfer und Münchner Schule.

## Leben
Von Saß war ein Spross des deutsch-baltischen Adelsgeschlechtes von Saß sowie Sohn des Landrats Karl Georg Baron von Saß (1817–1902) zu Sandel auf Ösel und dessen Ehefrau Alexandra „Nanny“, geborene Pilar von Pilchau (1823–1910), einer Tochter des Reinhold Friedrich Pilar von Pilchau (1781–1860). Er besuchte nach einem Kunstunterricht bei Otto von Moeller von 1876 bis 1877 die Kunstakademie Düsseldorf. Dort waren Andreas Müller und Heinrich Lauenstein seine Lehrer. Wegen eines schweren Gelenkleidens musste er sein Düsseldorfer Studium abbrechen. 1878 begann er erneut mit dem Malereistudium. Am 10. Oktober 1878 schrieb er sich in der Antikenklasse der Königlichen Akademie der Bildenden Künste München ein. An der Münchner Akademie waren Alois Gabl und Otto Seitz seine Lehrer. Von 1884 bis 1887 war er Meisterschüler von Alexander von Liezen-Mayer. Nach einer Zeit in Charkiw lebte er in Riga, wo er in den Jahren 1894 bis 1898 als Lehrer an der Jung-Stillingschen Mal- und Zeichenschule wirkte. Am 24. Oktober 1894 heiratete er in Arensburg Karoline „Lilly“ Adele Thekla, geborene von zur Mühlen (1872–1927), die Tochter des Landrats Hermann Ludwig von zur Mühlen (1835–1910). Später zog das Paar, das vier Kinder bekam – ein Sohn war der Maler und Zeichner Joachim von Sass (1902–1990) – in seinen Geburtsort Arensburg, wo er 1913 starb.

## Werke
- Väljasõit (Abfahrt), 1887, Tallinn, Estnisches Kunstmuseum
- Surnuvalve (Totenwache), 1890, Riga, Kunstmuseum
- Eesti kalurituba (estnische Bauernstube), 1891, Riga, Kunstmuseum
- Merevaade (Meeresblick), 1892, Tallinn, Estnisches Kunstmuseum
- Kristuse taevaminek (Christi Himmelfahrt), Skizze, 1898, Tallinn, Estnisches Kunstmuseum
- Jeesuse taevaminek (Christi Himmelfahrt), 1903, Jõhvi (Jewen), Kirche
- Päikese loojenemine (Sonnenuntergang), Studie, Tallinn, Estnisches Kunstmuseum
- Mets (Wald), Studie, Tallinn, Estnisches Kunstmuseum
- Laevad Tallinna reidil (Schiffe vor Tallinn), Tallinn, Estnisches Kunstmuseum
- Maastik karjaga (Landschaft mit Vieh), Tallinn, Estnisches Kunstmuseum
- Finnische Landschaft, München, Bayerische Staatsgemäldesammlung, Neue Pinakothek